# 마틴 뵐펠
마틴 뵐펠(Martin Wölfel, 1969년 8월 29일 포츠담)은 독일의 오페라 및 콘서트 성악가이다 (카운터테너).

## 개요
카운터테너 마틴 뵐펠은 애초에 배우가 되기를 희망하였고 ‘에른스트 부쉬' 연극대학에 입학허가를 받았지만, 드레스덴 음악대학에서 수학하였다.
마그렛 트라페-빌의 매스터 클래스 과정을 졸업하였다.
콘서트와 오페라에 정기적으로 출연하고 있으며, 2017년부터 에센 소재 폴크방 예술대학에서 성악과 교수를 맡고 있다.
뵐펠은 1997년  지오바니 알베르토 리스토리의 바로크 오페라 부파 'Calandro'에서 네아르코 역으로 데뷔하였다.
본질적으로 그의 오페라 레퍼토리는 바로크 시대 및 20 세기와 21 세기의 작품에 중점을 두고 있다.
그래서 그는 독일 드레스덴 Semperoper에서 초연된 John Lunns의 '하녀들'에서 Claire로, 필립 글래스의 '갈릴레오 갈릴레이'(브라운슈바이크)에, 아리베르트 라이만의 '리어'(프랑크푸르트, 베를린)에서 Edgar로, 헨리 퍼셀의 '디도와 아이네아스'(프랑크푸르트, 에딘버러)에서 여자 마법사로, 알반 베르크의 '보체크'(프랑크푸르트, 오슬로)에서 광인으로, 안드레 차이콥스키의 '베니스의 상인'(카디프, 런던)에서 안토니오로, 벤자민 브리튼의 '한 여름 밤의 꿈'(만하임)에서 오베론으로, 데틀레프 글라너트 Detlev Glanert의 '농담, 풍자, 아이러니 그리고 더욱 깊은 뜻 Scherz, Satire, Ironie und tiefere Bedeutung'(만하임)에서 악마로, 게오르크 프리드리히 핸델의 '줄리오 체사레'(함부르크, 쾰른, 칼스루에)에서 톨로메오로,  Tommaso Traettas의 'Sofonisba'(만하임)에서 Scipione로, 한스 베르너 헨체 Hans Werner Henz의 '파이드라 Phaedra'(Berlin)에서 아르테미스로, 요한 슈트라우스의 '박쥐'(프랑크푸르트)에서 오를로프스키 공작과 프로슈로 출연하였다.
마틴 뵐펠은 현대 오페라에 주력하고 있다. 데틀레프 글라너트의 '칼리굴라'(프랑크푸르트, 2006)에서 헬리콘을,  베른하르트 랑 Bernhard Lang의 '반복의 연극 Theater der Wiederholungen'(그라츠, 2003)에서 카운터테너 2를, 아리 벤자민 마이어스 Ari Benjamin Meyers의 '니코. 얼음의 스핑크스 Nico. Sphinx aus Eis'(드레스텐, 2005)에서 짐을, 아리베르트 라이만 Aribert Reimann의  'L’invisible'(베를린 도이체 오퍼, 2017)에서 여왕의 시녀(Servante de la reine)역을 창조하였다.
또한 콘서트 성악가로 라이프치히 게반트하우스 관현악단, 라이프치히의 성 토마스 합창단, 라우텐 콤파니 베를린 성당 합창단 및 세인트 마틴 인 더 필즈 아카데미 실내 관현악단 등과 함께 특히 요한 제바스티안 바흐와 게오르크 프리드리히 헨델의 작품으로 세계 각지에서 공연하고 있다.
마틴 뵐펠은 다양한 음원과 라디오 방송을 남기고 있다.

## 음원 (일부)
- Giovanni Albert Ristori: Calandro (Kammerton, 1997)
- Gottfried Heinrich Stölzel: Cantatas for Pentecost 1737 (cpo, 2004)
- Bernhard Lang: Theater der Wiederholungen (Kairos, 2006)
- Aribert Reimann: Lear (Oehms, 2009)
- Detlev Glanert: Caligula (Oehms, 2010)

## 관련영상 (일부)
- 1979: 숨기(Verstecken) (단편영화)[1]
- 1983: 나는 돈키호테가 아니다 (Ich bin nicht Don Quichote)[2]
- 1984: 불의를 참지 마 (Und lass dir kein Unrecht gefallen)[3]
- Georg Friedrich Händel: Teseo (Arthaus, 2004)[4]
- Johann Strauß: Die Fledermaus (Orlofsky 공작과 Frosch 역, 감독: Christof Loy, Frankfurt 2011), 3sat TV 방영[5]
- Alban Berg: Wozzeck (광인 역, 감독: Christof Loy, Frankfurt 2015), 3sat TV 방영[6]